# Marquesado de Mozobamba del Pozo
El Marquesado de Mozobamba del Pozo es un título nobiliario español concedido el 4 de abril de 1735 con el vizcondado previo de Totora en favor de Domingo López del Pozo, corregidor de Huamanga, en atención a su calidad y servicios.
La denominación hace referencia a la antigua hacienda de Mozobamba en Andahuaylas, Apurímac.

## Marqueses de Mozobamba del Pozo
|                       | Titular                                               | Periodo               |
| Creación por Felipe V | Creación por Felipe V                                 | Creación por Felipe V |
| --------------------- | ----------------------------------------------------- | --------------------- |
| I                     | Domingo López del Pozo                                | 1735 - 1741           |
| II                    | Diego López del Pozo y Santa Cruz                     | 1742 - ?              |
| III                   | Joseph del Pozo y Pérez Buelta                        | ¿ - 1785              |
| IV                    | María Antonia del Pozo y Pérez Buelta                 | 1787 - ?              |
| V                     | José Fernando Gutiérrez de Calderón Scapardini-Andreu | 1982                  |

## Historia de los Marqueses de Mozobamba del Pozo
- I marqués: Domingo López del Pozo, general, corregidor y justicia mayor de Huamanga y regidor de Vilcashumán.

1. Le sucedió su hijo:

- II marqués: Diego López del Pozo y Santa Cruz

1. Casó con Juana Pérez Buelta. Le sucedió su hijo:

- III marqués: Joseph del Pozo y Pérez Buelta

1. Le sucedió su hermana:

- IV marquesa: María Antonia del Pozo y Pérez Buelta

1. Casó con Manuel Gregorio de Don-Estebe

A la muerte de la IV marquesa los derechos al título los adquirió su hija, Juana Teresa de Donestebe del Pozo, casada con Juan Domingo de La Riva y Ruiz Cosio. Su hijo José Manuel de La Riva Donesteve pidió carta de sucesión en 1813. En la posterior solicitud de rehabilitación, fue considerado el último titular.
- V marqués: José Fernando Gutiérrez de Calderón Scapardini-Andreu  Madrid, 21 de noviembre de 1993

1. Casó con Josefina de Atard y Tello

## Nota
En 1996, el hijo del último titular del marquesado, Rafael José Gutiérrez de Calderón, solicitó la sucesión del título. Ese mismo año, un juzgado de Madrid pidió la remisión del expediente que concedía la rehabilitación de 1982 y, al año siguiente, la Audiencia Provincial de Madrid declaraba la comisión del delito de falsedad de documentos públicos.
En el 2006, el Ministerio de Justicia declaró nula la carta de sucesión que rehabilitó el título en favor de José Fernando Gutiérrez de Calderón.